# Asynapta cerasi
Asynapta cerasi är en tvåvingeart som beskrevs av Ephraim Porter Felt 1907. Asynapta cerasi ingår i släktet Asynapta och familjen gallmyggor.
Artens utbredningsområde är New York. Inga underarter finns listade i Catalogue of Life.